# 山吹村
山吹村（やまぶきむら）は、長野県下伊那郡にあった村。現在の高森町大字山吹および松川町の一部にあたる。

## 地理
- 河川：天竜川

## 歴史
- 1889年（明治22年）4月1日 - 町村制の施行により、下伊那郡山吹村が単独で自治体を形成。
- 1957年（昭和32年）7月1日 - 下伊那郡市田村と新設合併して高森町が発足。同日山吹村廃止。
- 1959年（昭和34年）8月1日 - 旧村域の一部が松川町に編入。

## 交通

### 鉄道路線
- 日本国有鉄道
  - 飯田線：下平駅 - 山吹駅

### 道路
- 国道153号

現在は旧村域を中央自動車道が通過するが、当時は未開通。

## 名所

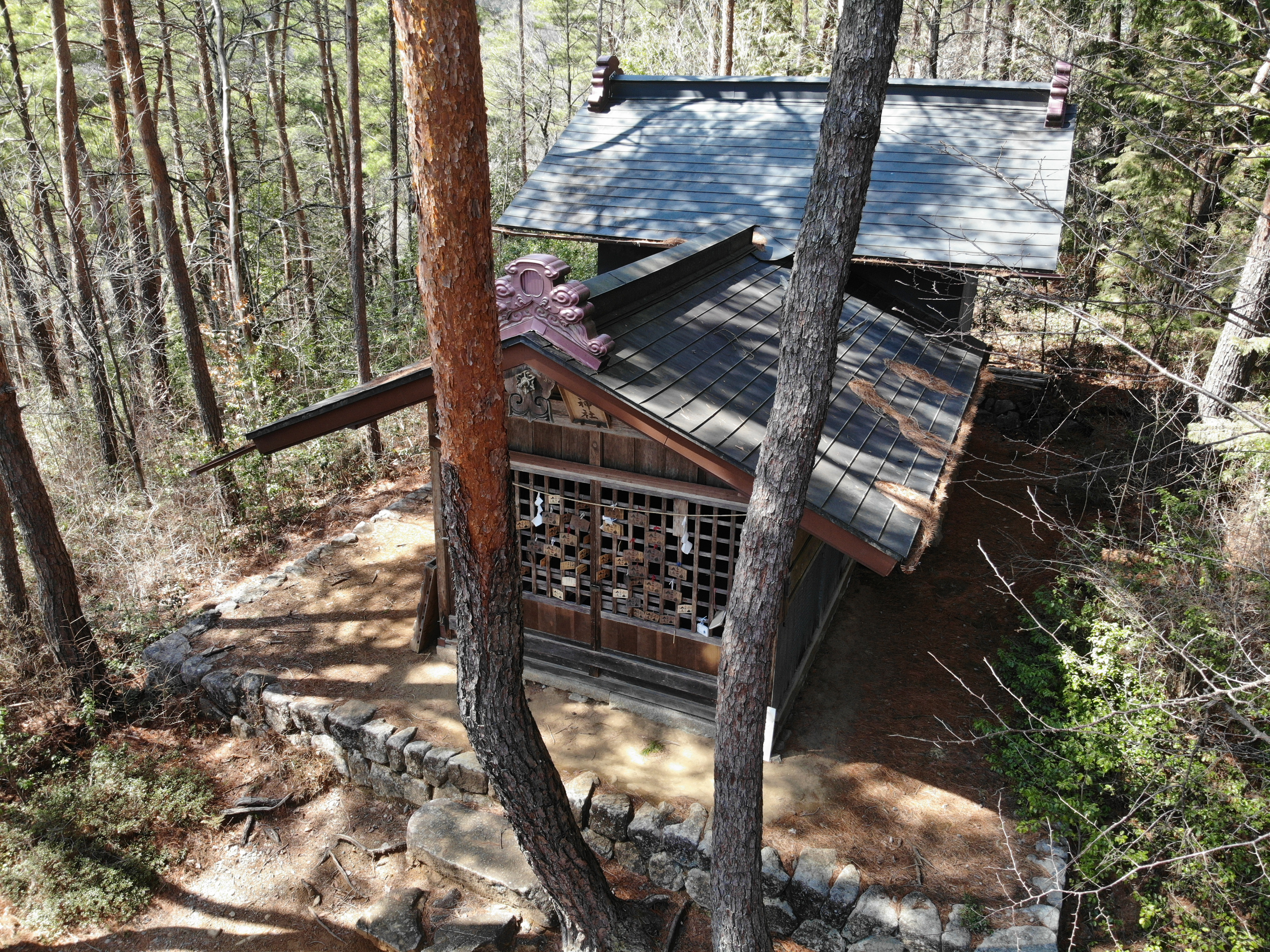
本学神社
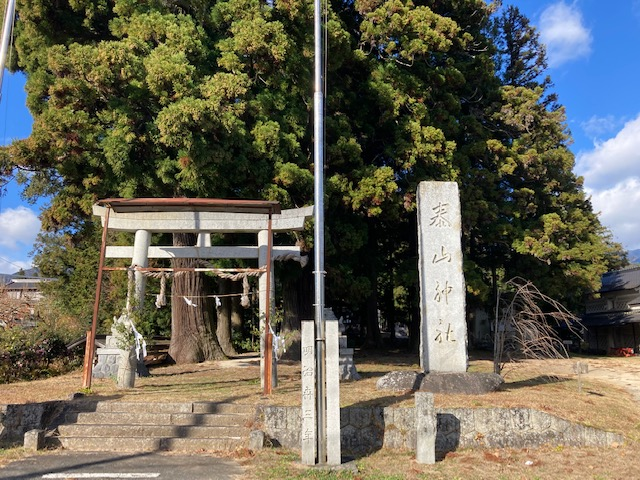
泰山神社

- 本学神社
- 泰山神社